# Nisenan
Le nisenan (de [nisenaːn]  - de parmi nous, l'ethnonyme du peuple) est une langue amérindienne  de la famille des langues maiduanes parlée aux États-Unis, dans le Nord de la Californie dans la région de la Sierra Nevada et de la vallée de Sacramento.
La langue est quasiment éteinte.

## Variétés
Le nisenan était constitué d'un certain nombre de dialectes. Cinq d'entre eux nous sont connus :
- Le nisenan des collines du Nord (Northern Hill)
- Le nisenan des collines centrales du Nord (North Central Hill) ou nisenan de Nevada City
- Le nisenan des collines centrales (Central Hill) ou nisenan d'Auburn
- Le nisenan des collines du Sud (Southern Hill)
- Le nisenan de la vallée (Valley Nisenan)